# Liliya Lobanova
Pour les articles homonymes, voir Lobanova.
Liliya Lobanova (née Pilyuhina le 14 octobre 1985 à Louhansk) est une athlète ukrainienne, spécialiste du 800 mètres.

## Carrière
Huitième du 400 mètres lors des Championnats du monde juniors de 2004, Liliya Lobanova s'oriente sur la distance supérieure à partir de la saison 2009. Elle se classe troisième des Championnats d'Europe par équipes 2011, et obtient une nouvelle médaille de bronze sur 800 m lors des Universiades de 2011. Elle descend pour la première fois de sa carrière sous les deux minutes au 800 m en réalisant 1 min 58 s 30 en juillet 2011 à Yalta.

## Palmarès
| Date | Compétition                       | Lieu      | Résultat | Épreuve   |
| ---- | --------------------------------- | --------- | -------- | --------- |
| 2004 | Championnats du monde juniors     | Grosseto  | 8e       | 400 m     |
| 2005 | Championnats d'Europe en salle    | Madrid    | 4e       | 4 x 400 m |
| 2005 | Universiade                       | Izmir     | 3e       | 4 x 400 m |
| 2005 | Championnats du monde             | Helsinki  | 5e       | 4 x 400 m |
| 2011 | Championnats d'Europe par équipes | Stockholm | 2e       | 800 m     |
| 2011 | Universiade                       | Shenzhen  | 3e       | 800 m     |
| 2012 | Championnats d'Europe             | Helsinki  | 3e       | 800 m     |

## Records
| Épreuve | Performance   | Lieu  | Date        |
| ------- | ------------- | ----- | ----------- |
| 800 m   | 1 min 58 s 30 | Yalta | 31 mai 2011 |